# Municipio de North Randall
El municipio de North Randall (en inglés: North Randall Township) es un municipio ubicado en el condado de Thomas en el estado estadounidense de Kansas. En el año 2010 tenía una población de 85 habitantes y una densidad poblacional de 0,62 personas por km².

## Geografía
El municipio de North Randall se encuentra ubicado en las coordenadas 39°19′44″N 100°52′47″O / 39.32889, -100.87972. Según la Oficina del Censo de los Estados Unidos, el municipio tiene una superficie total de 137.92 km², de la cual 137,88 km² corresponden a tierra firme y (0,03 %) 0,04 km² es agua.

## Demografía
Según el censo de 2010, había 85 personas residiendo en el municipio de North Randall. La densidad de población era de 0,62 hab./km². De los 85 habitantes, el municipio de North Randall estaba compuesto por el 100 % blancos. Del total de la población el 0 % eran hispanos o latinos de cualquier raza.